# 居廷根

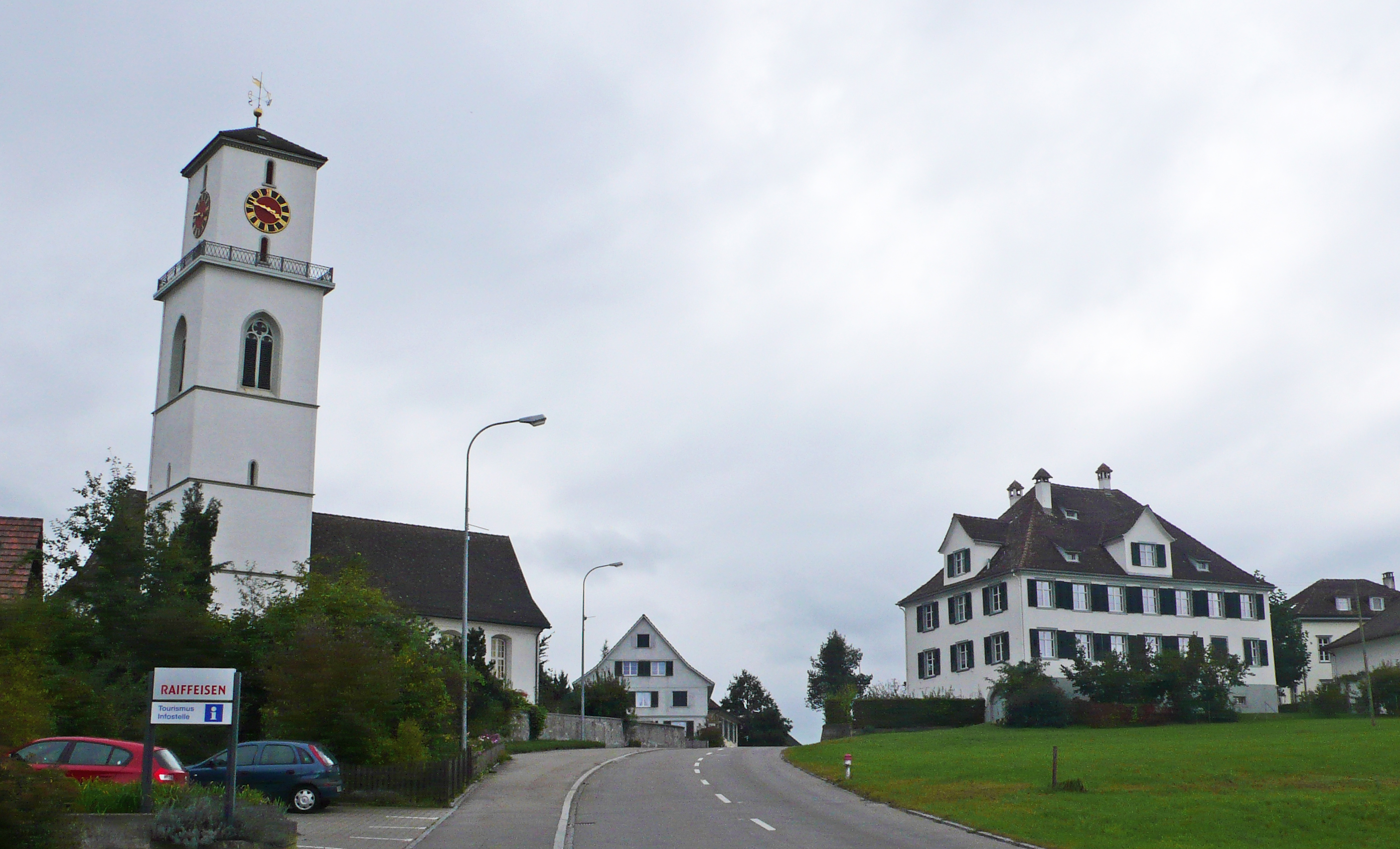

居廷根是瑞士的城鎮，位於該國東北部，由圖爾高州負責管轄，面積9.49平方公里，海拔高度396米，2012年人口1,473，四成半人口信奉基督教，人口密度每平方公里155人。